# Jadwiga Polasik

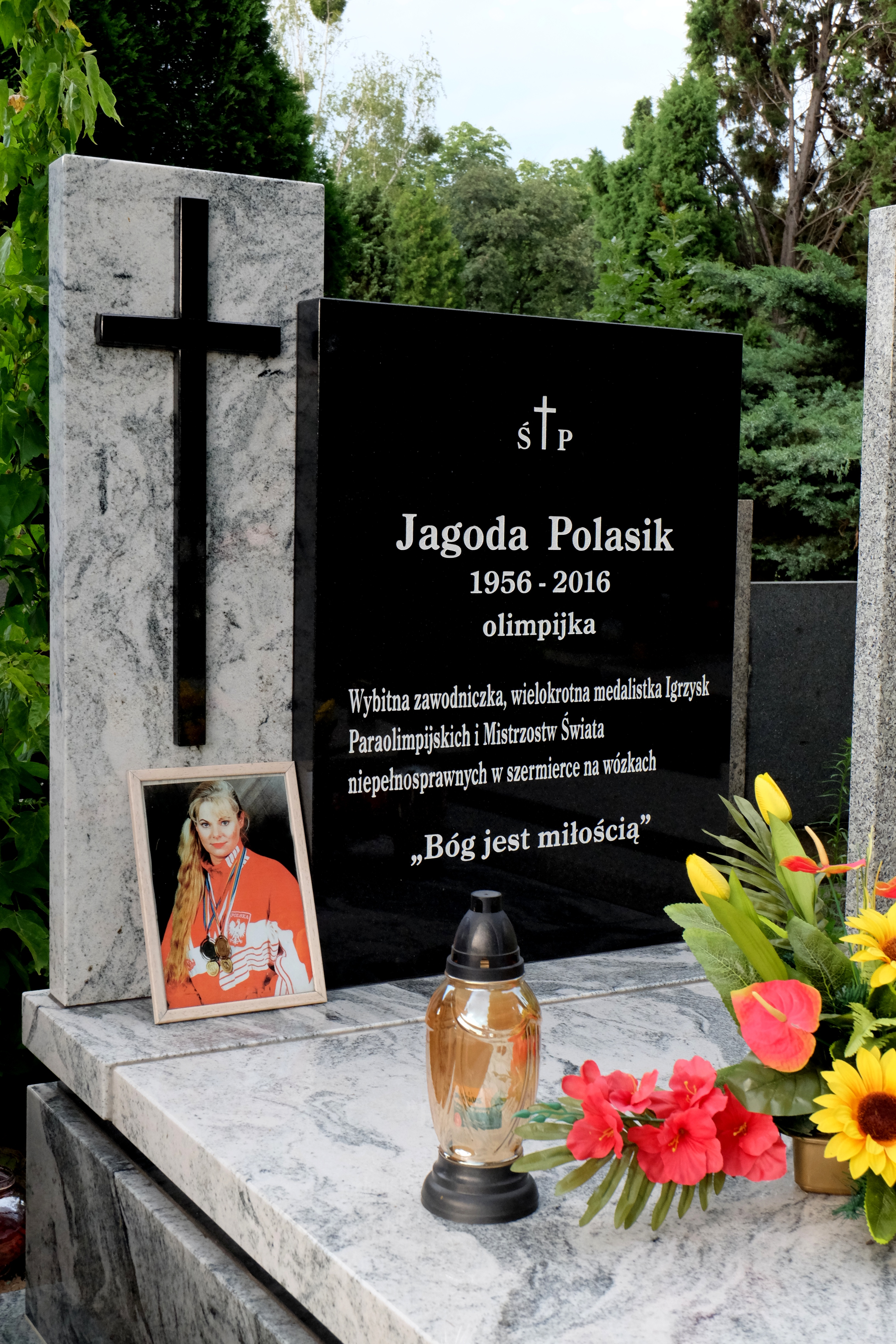
Grób Jadwigi "Jagody" Polasik na Cmentarzu Wojskowym na Powązkach w Warszawie

Jadwiga „Jagoda” Polasik (ur. 22 grudnia 1956 w Chodzieży, zm. 23 maja 2016 w Poznaniu) – polska szpadzistka i florecistka uprawiająca szermierkę na wózkach, multimedalistka Igrzysk Paraolimpijskich w szermierce na wózkach.

## Życiorys
W wieku 2 lat straciła władze w nogach w wyniku działania wirusa, który zaatakował jej rdzeń kręgowy. Ukończyła studia na Wydziale Pedagogicznym Uniwersytetu Warszawskiego. Była siedemnastokrotną medalistką Pucharu Świata oraz dziesięciokrotną medalistką mistrzostw świata. W 2013 zdiagnozowano u niej raka jelita grubego i przeszła operację w Australii. 
W 2001 odznaczona Krzyżem Kawalerskim Orderu Odrodzenia Polski, zaś w 2014 – Medalem „Per aspera ad astra” przyznanym jej przez Fundacje Sedeka.
Pochowana na cmentarzu Powązki Wojskowe w Warszawie (kwatera C32-14-5).

## Letnie igrzyska paraolimpijskie
- Atlanta 1996[6]
  - szpada indywidualnie (kat. A) – srebrny medal
- Sydney 2000[7]
  - szpada indywidualnie (kat. A) – złoty medal
  - szpada drużynowo – złoty medal
  - floret drużynowo – złoty medal
- Ateny 2004[8]
  - floret drużynowo – brązowy medal